# Elatine lindbergii
Elatine lindbergii är en slamkrypeväxtart som beskrevs av Paul Rohrbach. 
Elatine lindbergii ingår i släktet slamkrypor, och familjen slamkrypeväxter. Inga underarter finns listade i Catalogue of Life.